# Robert Walker (animador)
Robert Walker (1961 — 1 de abril de 2015) é um animador e cineasta estadunidense. Membro do elenco de customização de Beauty and the Beast, Aladdin, The Lion King, Mulan e Lilo & Stitch, foi indicado ao Oscar de melhor curta-metragem em live action na edição de 2004 pela realização da obra Brother Bear.